# Macropanax rosthornii
Macropanax rosthornii là một loài thực vật có hoa trong Họ Cuồng cuồng. Loài này được (Harms) C.Y.Wu ex G.Hoo mô tả khoa học đầu tiên năm 1965.